# Fadenbrücke
Die Fadenbrücke ist eine historische gedeckte Holzbrücke über die Engelberger Aa in Buochs, Kanton Nidwalden.

## Name
Ihr Name leitet sich von den beiden Bauernhöfen «Faden» her, die ganz in der Nähe liegen.

## Baugeschichte
Die grosse, mit einem Satteldach gedeckte Holzbrücke mit engmaschigen Town’schen Lattenträgern wurde in den 1850er Jahren erstellt.
Mit dem Bau der Autobahn A2 musste ihr Trassee in den späten 1960er-Jahren flussabwärts verschoben werden.
Die Brücke wurde 1987 saniert.

## Erhaltenswertes Objekt
Die Brücke ist ein Kulturgut von regionaler Bedeutung. Die über den beiden Portalen angebrachten farbigen Kantonswappen-Schilder zeichnen sich als obrigkeitliches Bauwerk aus. Ein weiteres Schmuckelement stellen die Laubsägearbeiten an den Dachabschlüssen dar.

## Nutzung
Ursprünglich führte die Kantonsstrasse von Stans nach Buochs über die Brücke.
1962 übernahm eine benachbarte Betonkonstruktion den Schwerverkehr und die alte Fadenbrücke diente nur noch lokalen Fahrzeugen.
Seit der Eröffnung der neuen Fadenbrücke im Dezember 2020 dient die ehemalige Strassenbrücke ausschliesslich dem Langsamverkehr.

## Bilder

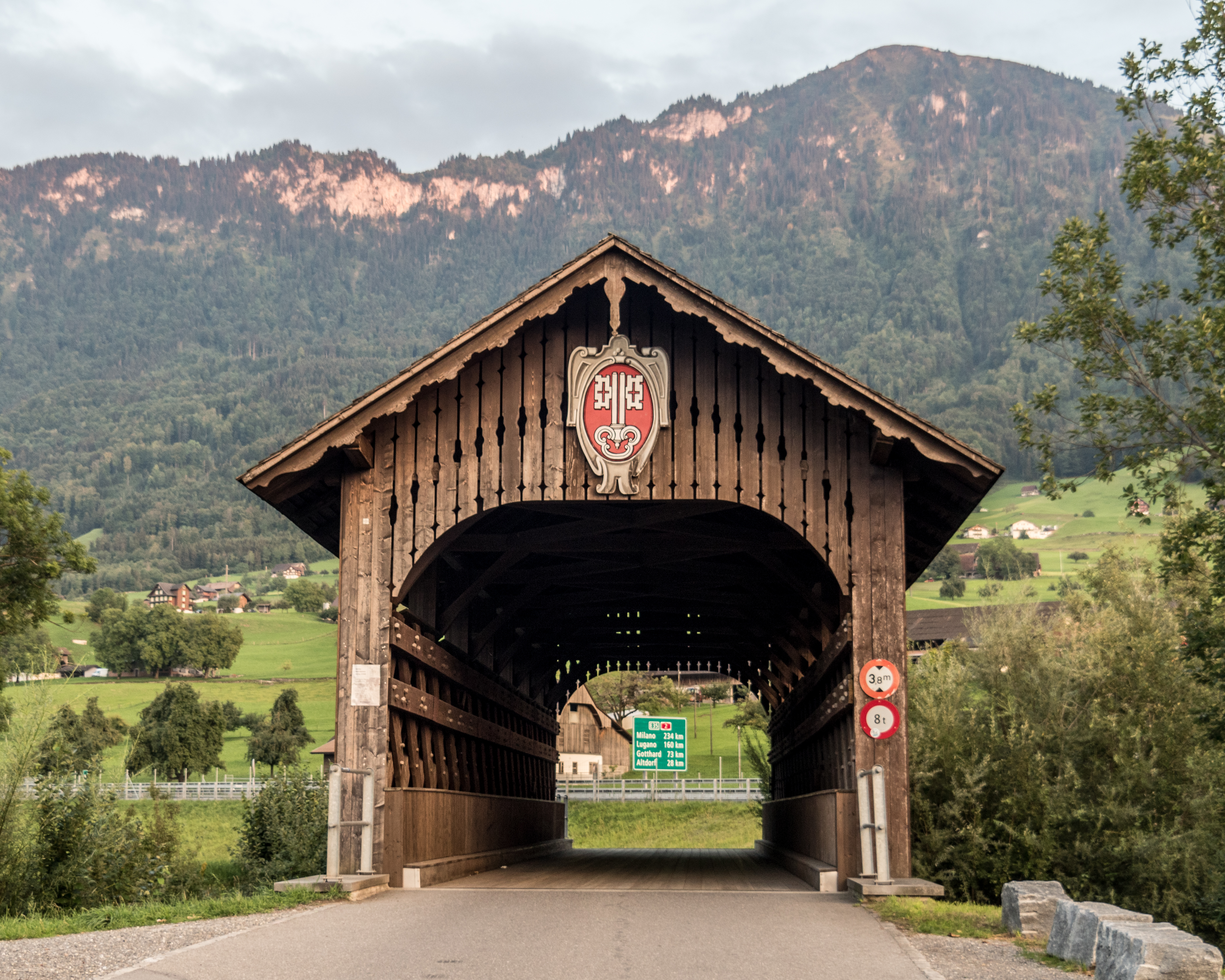
Blickrichtung Südost
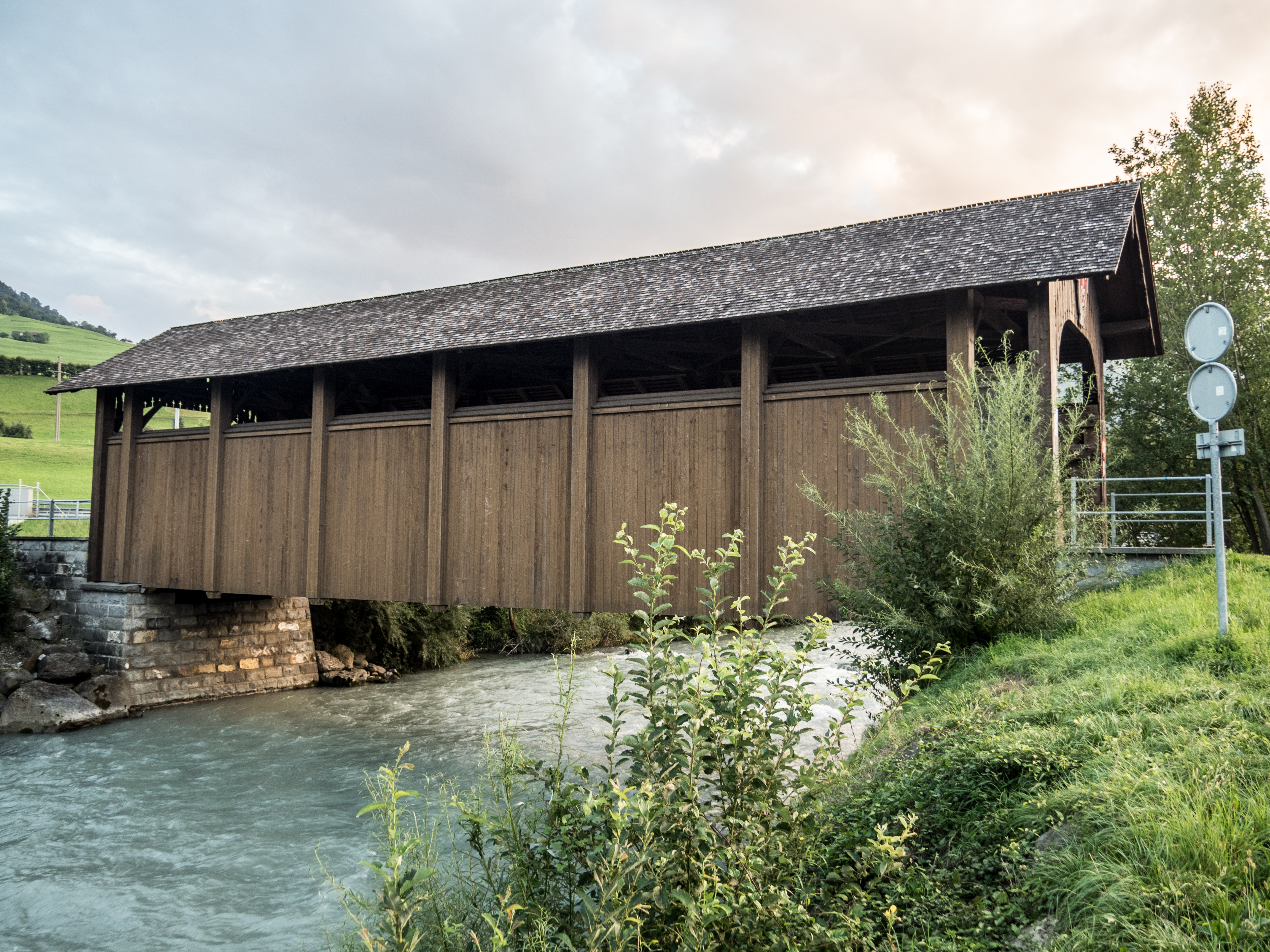
Unterwasserseitige Seitenansicht
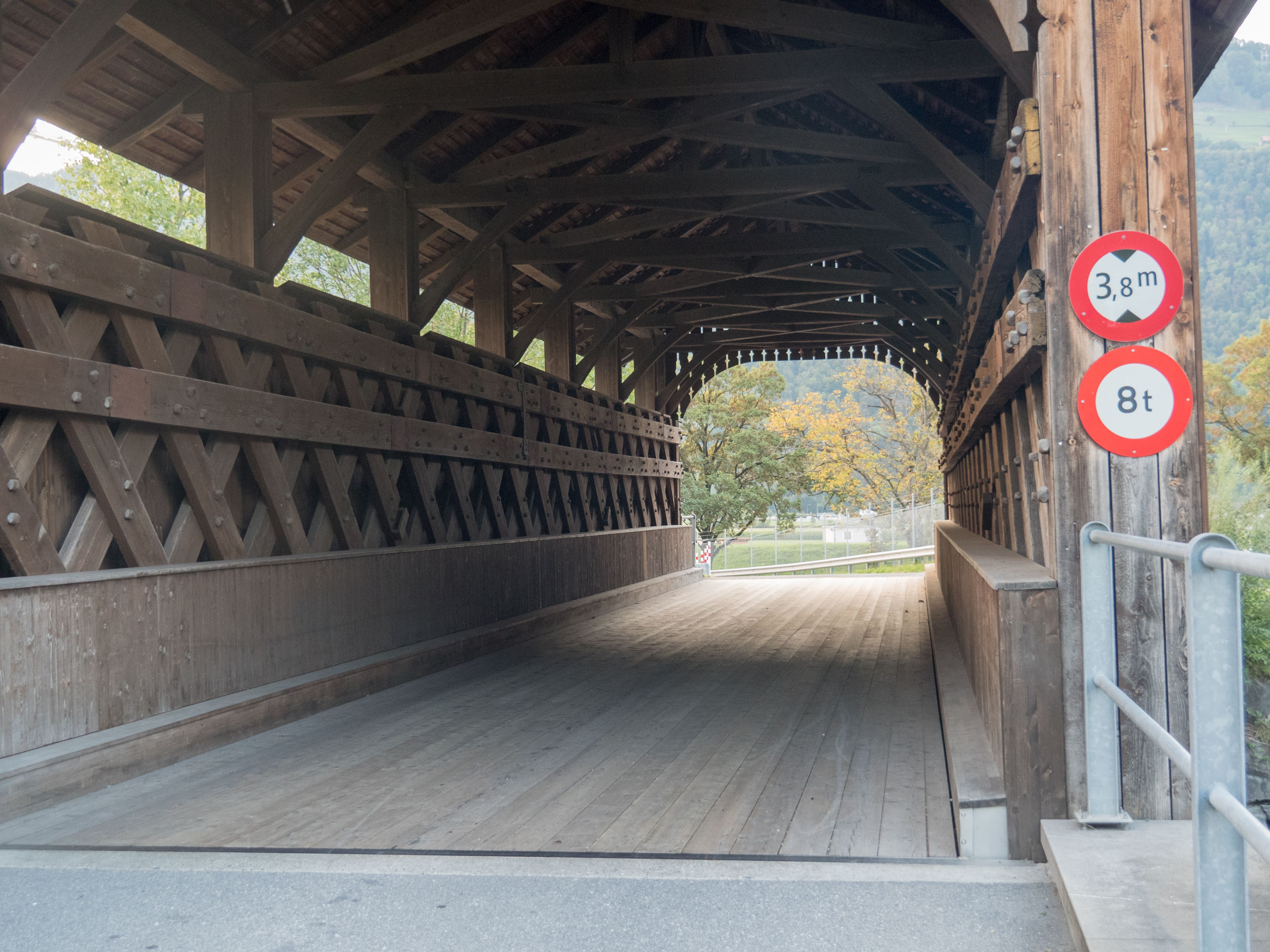
Innenansicht
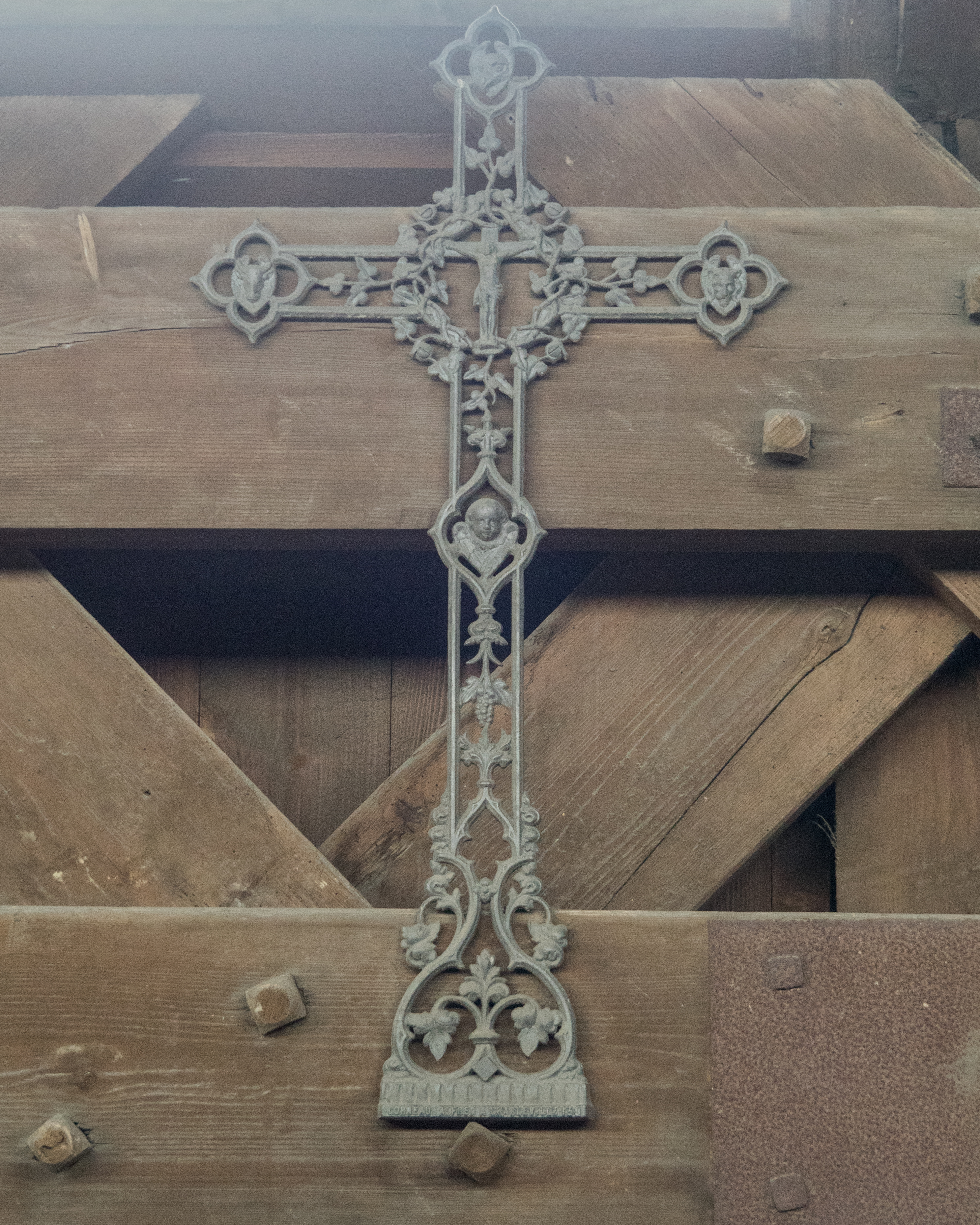
Eisenkreuz innerhalb der Brücke
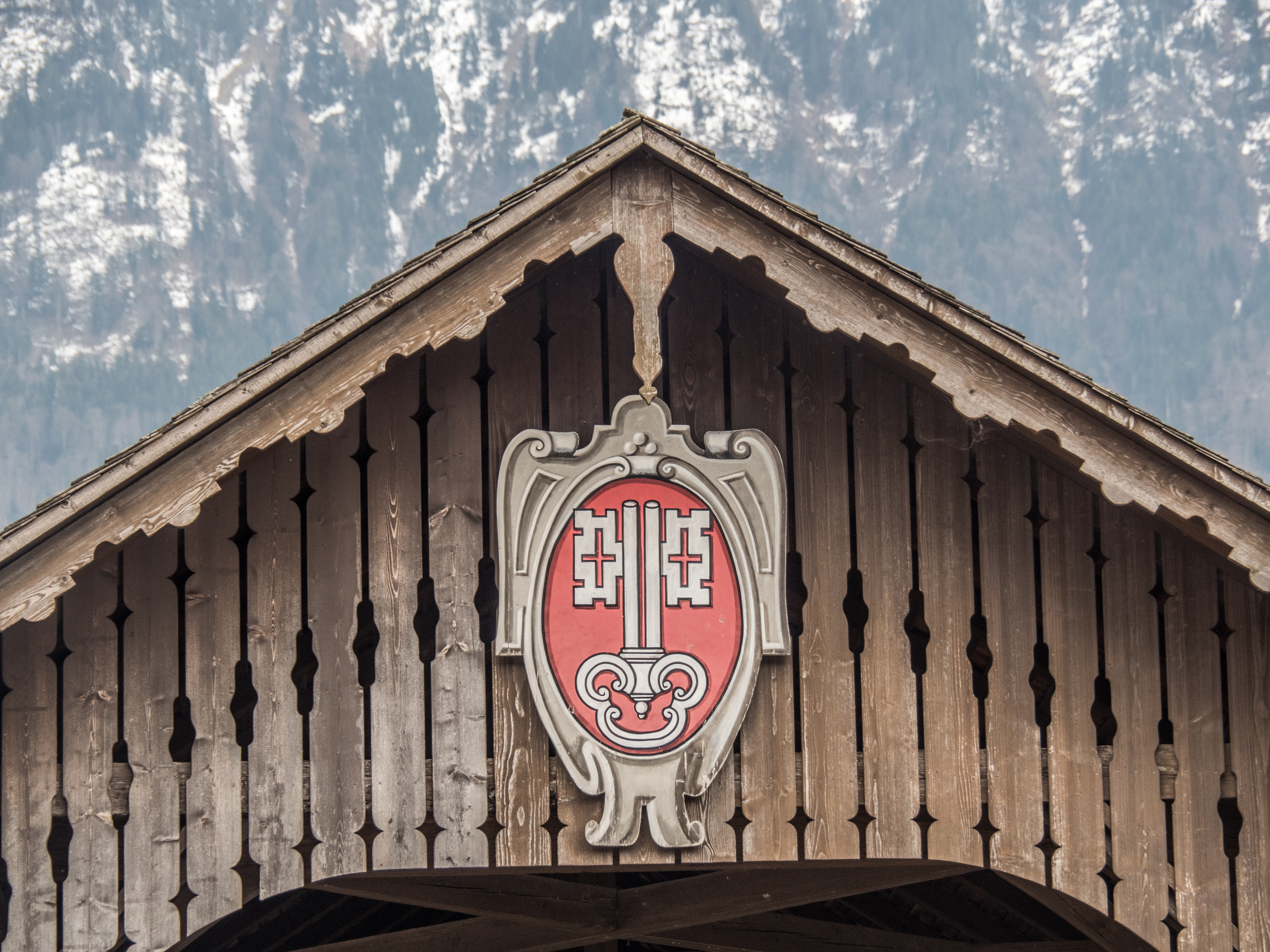
Kantonswappenschild und Laubsägedekorationen
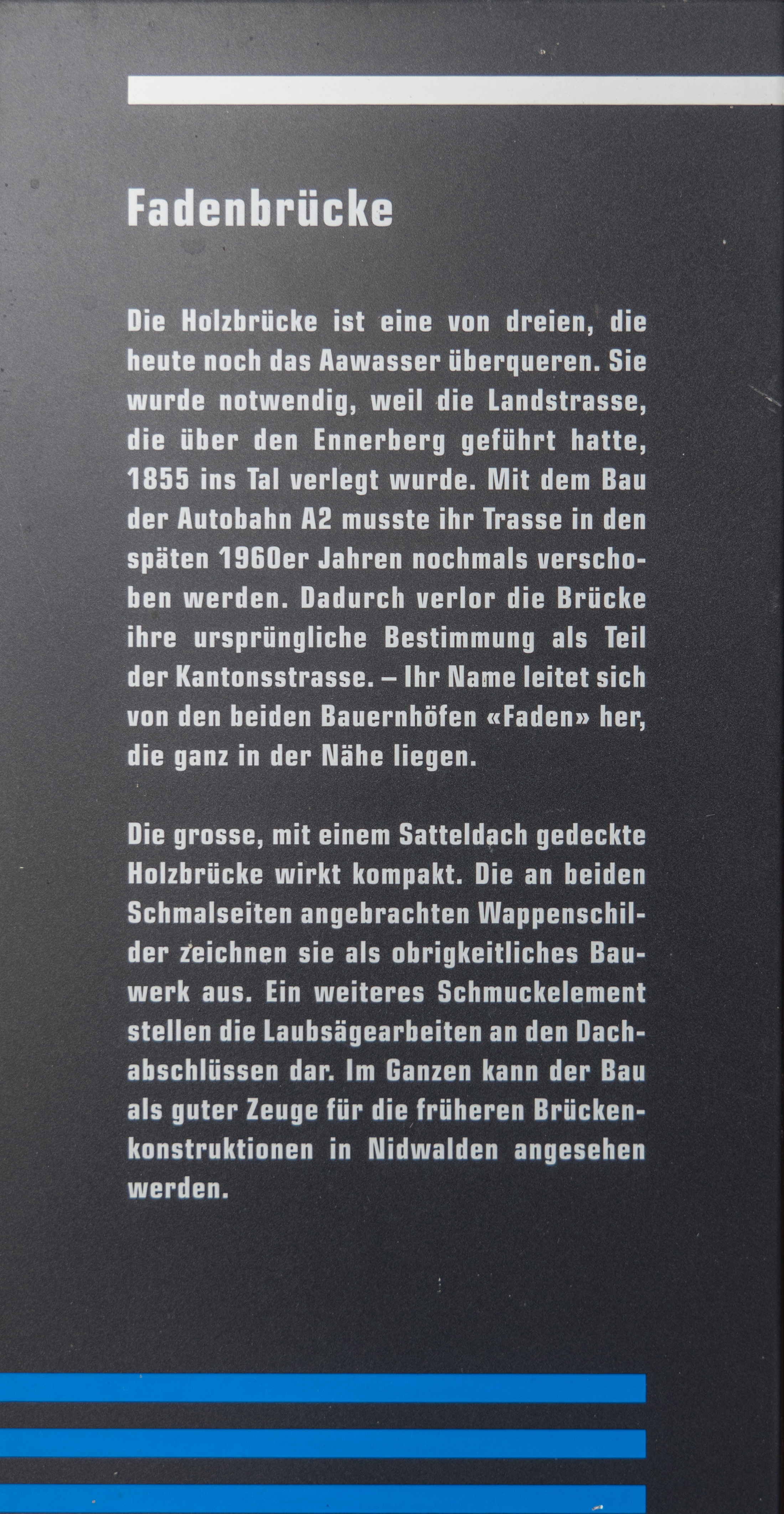
Informationstafel bei der Brücke
Modell der Fadenbrücke
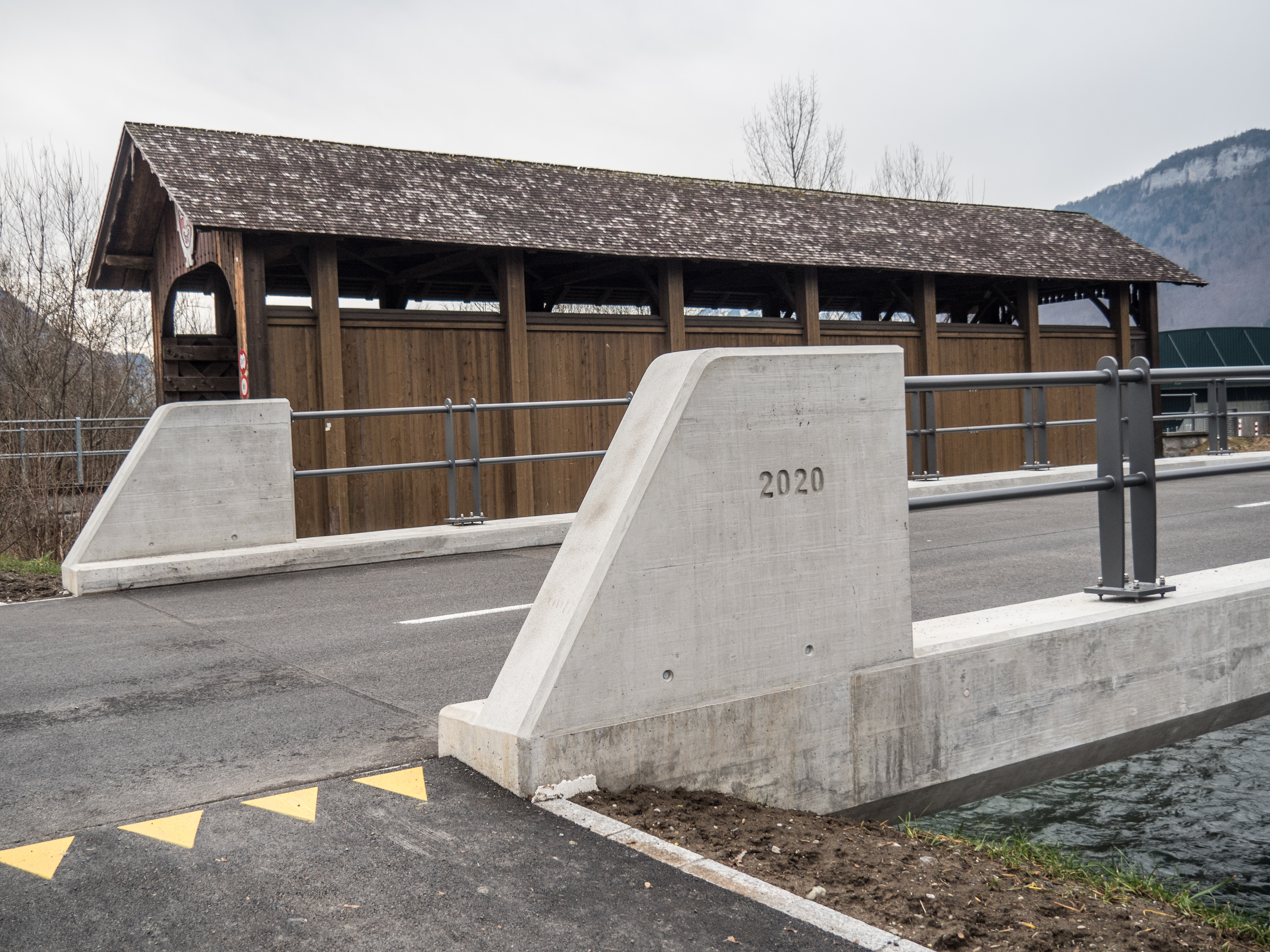
Alte und Neue Fadenbrücke
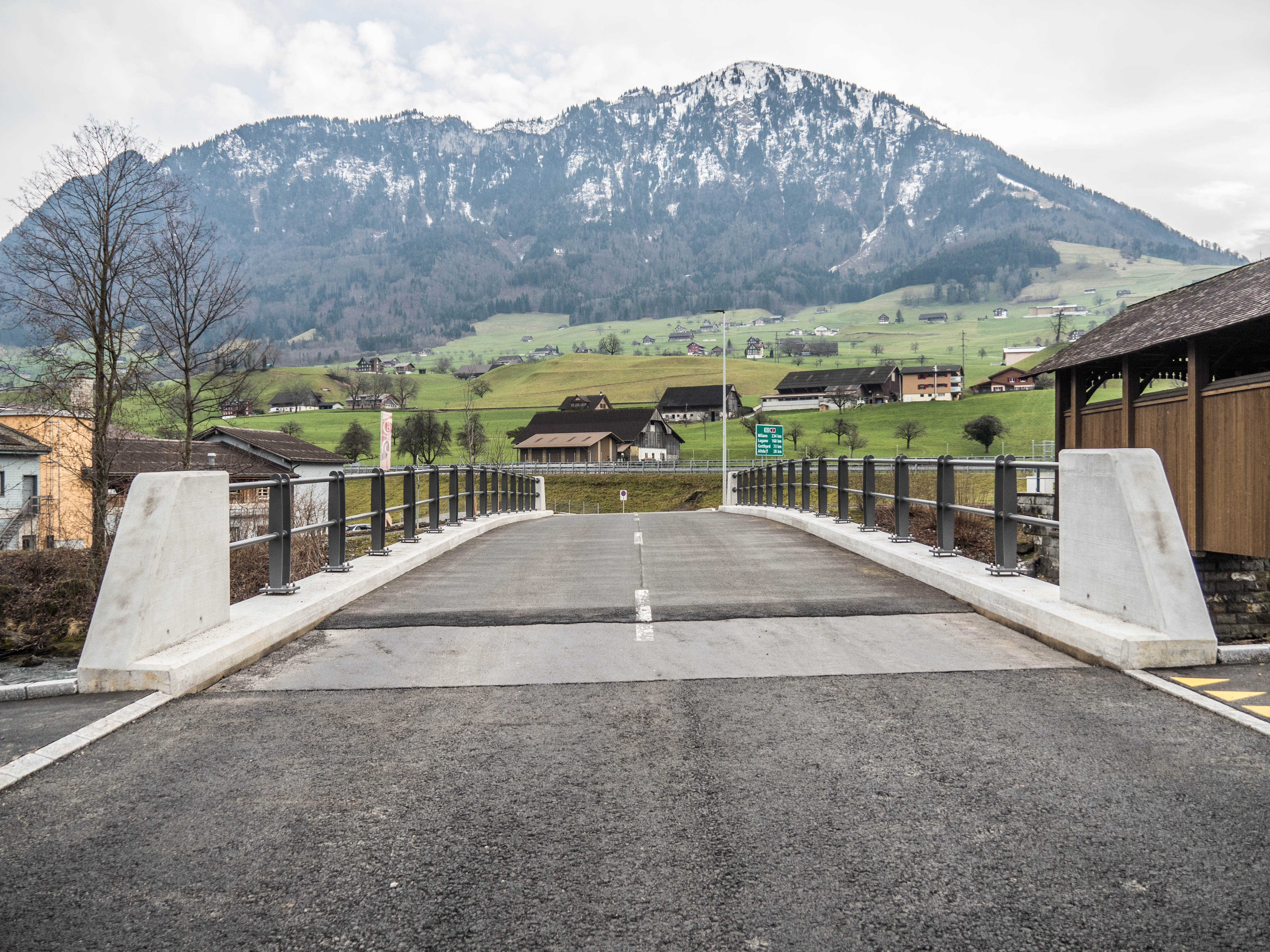
Neue Fadenbrücke, zweispurige Strassenbrücke (2020)